# Râul Batár
Râul Batár (în ucraineană Бата́р/Ботар, transliterat: Batár/Botar, în maghiară Batár-patak) este un râu afluent al râului Tisa. 